# Parki narodowe na Łotwie
Na Łotwie znajdują się 4 parki narodowe.
Poniższa tabela przedstawia łotewskie parki narodowe:
Nazwa – polska nazwa parku wraz z nazwą łotewską;
Rok – rok założenia parku;
Obszar – powierzchnia parku w km²;
Położenie – region, okręg; współrzędne geograficzne;
Opis – krótki opis parku.
| Zdjęcie | Nazwa                                                     | Rok  | Obszar [km²] | Położenie                                                                                            | Opis |
| ------- | --------------------------------------------------------- | ---- | ------------ | --- | --- |
|         | Park Narodowy „Gauja” (łot. Gaujas nacionālais parks)     | 1973 | 917,45       | Region: Liwonia Okręg: Cēsis, ryski, Valmiera 57°25′00″N 25°25′00″E/57,416667 25,416667              | Park narodowy w dolinie rzeki Gauja na odcinku pomiędzy Valmierą a Murjani, charakteryzujący się bogatą bioróżnorodnością i urozmaiconą rzeźbą terenu. Występują tu wychodnie skał piaskowych, liczne klify i jaskinie, m.in. Jaskinia Gutmana. 40% powierzchni parku zajmuje rezerwat przyrody, w tym 4% to rezerwat ścisły. Na terenie parku znajduje się ponad 500 obiektów o charakterze kulturowym i historycznym. |
|         | Park Narodowy „Ķemeri” (łot. Ķemeru nacionālais parks)    | 1997 | 406,92       | Region: Semigalia, Liwonia Okręg: jelgawski, ryski, Tukums 56°57′00″N 23°30′00″E/56,950000 23,500000 | Park narodowy obejmujący rozległe bagna z jeziorem Kaņieris i Wielkim Bagnem Ķemeri (łot. Lielais Ķemeru tīrelis). Występuje tu wiele gatunków mchu, porostów i grzybów. |
|         | Park Narodowy „Raźno” (łot. Rāznas nacionālais parks)     | 2007 | 596,15       | Region: Łatgalia Okręg: rzeżycki, lucyński, krasławski 56°16′00″N 27°30′00″E/56,266667 27,500000     | Park narodowy obejmujący jezioro Raźno, nazywane również „Morzem Łatgalii” ze względu na piaszczyste plaże i przyległe tereny. Na terenie parku znajduje się wzgórze Mākoņkalns z ruinami zamku kawalerów mieczowych Wolkenberg. |
|         | Park Narodowy „Slītere” (łot. Slīteres nacionālais parks) | 2000 | 164,14       | Region: Kurlandia Okręg: Talsi 57°37′00″N 22°17′00″E/57,616667 22,283333                             | Park narodowy na Półwyspie Kurlandzkim obejmujący wybrzeże Morza Bałtyckiego z Przylądkiem Kolka. Na terenie parku znajdują się wydmy i bagna. |